# Claude Régnier
Pour les articles homonymes, voir Régnier.
Claude Régnier, né le 28 avril 1914 à Saint-Pantaléon (Saône-et-Loire), et mort le 6 janvier 2000 à Autun, est un linguiste français, maître de conférences et professeur de lettres et de philologie.

## Biographie
Né dans une famille d'agriculteurs, dont le père, Jean-Marie Régnier, est courtier en bestiaux, et la mère, Lazarine Eugénie Legros, s'occupe du foyer. Son père parti pour la Première Guerre mondiale, il passe sa jeunesse chez sa grand-mère maternelle à Curgy et ne parle que le patois. Il finit par apprendre le français, passe son certificat d'études en 1926 et entre à l'institution Saint-Lazare à Autun où il apprend les langues mortes, la grammaire, les lettres classiques. Il s'intéresse au théâtre et au football. Il obtient ses deux baccalauréats de l'époque, Lettres en 1932 et Philosophie en 1933.
Il part ensuite à Dijon (1933-1935) à la faculté des Lettres et passe la licence. En 1936, il obtient son D.E.S (diplôme d'études supérieures) aujourd'hui maîtrise de dialectologie. En 1937, il est étudiant à la Sorbonne à Paris et prépare l'agrégation de grammaire, ainsi que son ami Rouffiange, il a alors une petite chambre dans le quartier de la Sorbonne. En 1938, il est nommé professeur de Lettres au lycée Lamartine à Mâcon. Il fait des recherches sur le patois et collecte toutes les informations y compris dans les campagnes les plus reculées, mais ne pourra poursuivre son travail du fait de la Seconde Guerre mondiale. Il comprend que ce dialecte est de l'ancien français, tel qu'il était parlé au Moyen Âge. Sursitaire, il effectue son service militaire en 1940 et subit la défaite dans l'ouest de la Nièvre. Il y a parmi ses élèves des miliciens et des fils de miliciens, il est dénoncé et sera inscrit sur une liste d'otages.
Le 8 août 1941, il épouse Huguette Lathuillière, à Flacé-les-Mâcon. En 1947, il est professeur au collège Paul Lapie à Courbevoie puis, en 1949, au lycée Marcelin-Berthelot à Saint-Maur-des-Fossés. Il y enseigne jusqu'en 1954. Il loue à cette époque un appartement rue de Colmar à Vincennes qu'il conservera. Le 25 octobre 1950, il devient élève titulaire par arrêté ministériel, de l'École des Hautes Études en 4e section (Sciences historiques et philologiques) et suivra les conférences d'Albert Dauzat jusqu'en 1955. Il suit les cours de Félix Lecoy, Robert-Léon Wagner, Paul Marichal, Joseph Vendryes et Mario Roques. À l'École des chartes, il suit les cours de Robert Bossuat en philologie romane.
Il devient assistant de français à la Sorbonne pendant quatre années. Puis à Lille il est chargé d'enseignement où, pour la phonétique, il utilise le noir de fumée et une baudruche graduée. De 1958 à 1966, il fait partie du jury à l'oral de l'agrégation de Lettres. Il obtient un an de détachement en qualité de chargé de recherches au CNRS, pour étudier les dialectes du Morvan. Entre 1965 et 1968, il retourne à la Sorbonne comme chargé d'enseignement de l'ancien français avant de soutenir ses thèses de doctorat d'État.
Le 15 juillet 1967, il cofonde l'Académie du Morvan à Château-Chinon.
En mai 1968, il passe son doctorat d'État et devient maître de conférences d'histoire de la langue française moderne et contemporaine à l'automne, puis maître de conférence de grammaire française. En 1969, il est nommé professeur d'ancien français à Paris IV Sorbonne. Après avoir atteint la classe exceptionnelle en 1976, il enseignera jusqu'au 30 septembre 1982, date à laquelle il prend sa retraite. En plus de ses cours, il mène des recherches, dirige des thèses et va de colloques en congrès, sans cesser de rédiger des articles et ouvrages. Il participe à deux commissions : celle de la Société des textes français, qui a un rôle éditorial, et celle du comité consultatif des universités, qui attribue les postes d'assistant.
Pensionnaire de la Casa de Velázquez en 1986-1987, il étudie au sein de l´École des hautes études hispaniques et ibériques à Madrid.
Il devient le vice-président de la Société Rencesvals au congrès de Padoue, et président de la section française. Il fait des conférences à l'international : universités canadiennes, ainsi que japonaises.
Il poursuivra des recherches en philologie de l'ancien français médiéval et mènera des enquêtes de dialectologie.

## Publications
- 1954 : Les rédactions en vers de la Prise d'Orange, chanson de geste du XXIe siècle, éditée d'après la rédaction AB, thèse imp: Klincksieck en 1966, avec introduction, notes et glossaires (Bibliothèque française et romane, série B.Publiée par le centre de philologie romane de la faculté des Lettres de Strasbourg), sept éditions.
- 1960 : « Sur un emploi de seigneur qui manque à Godefroy », in Romania, tome LXXXI, p. 522-524.
- 1961 : « Quelques problèmes de l'ancien picard », in Romance Philology, p. 255-272.
- 1962 : « La Chançun de Willame », Nancy, Éd. V.Iseley, glossaire de Guérard Piffard, in Romania, tome LXXXIII, p. 411-412.
- 1962 : « À propos du sire, seigneur; Beau-père », in Romania, LXXXIII, p. 117-118.
- 1964 : « Sons », in Grammaire Larousse du français contemporain
- 1964 : « Prise de Cordres et de Sebille », « Prise d'Orange », in Dictionnaire des lettres françaises : le Moyen Âge, collaboration, ouvrage préparé par Robert Bossuat, Louis Pichard, Guy Raynau de Lage, Paris, Fayard, nouvelle édition par Geneviève Hasenohr et Michel Zink
- 1967 : En Morvan, souvenirs du bon vieux temps, de Joseph Pasquet, préface de Claude Régnier, Château-Chinon, Montaron
- 1968 : Les Parlers du Morvan, thèse de doctorat d'État
- 1968 : « Le pronom personnel, régime neutre dans les parlers du Morvan », in Verba & Vocabula
- 1970 : « Le mellor de mes bue, Roget, le mellor de me carrue », in Mélanges, Jean Frappier, Genève, Droz, tome II, p. 935-943.
- 1970 : « Considérations sur l'étymologie », in Courrier du 19 février, page du Morvan.
- 1970 : « Quelle est l'étymologie de galvachers ? », in : Courrier de Saône-et-Loire, 26 mars (Ernst Gamillschegs zum 80. Geburstag) Munich, p. 461-476.
- 1971 : Bourgogne de naguère : contes et parlers de Val de Saône, Paris, Éd. Guénégaud.
- 1973 : Notes de lexicographie et de dialectologie in Études offertes à Félix Lecoy, Paris, Éd. Champion, p. 507-517.
- 1974 : Passé simple, passé composé, passé surcomposé dans les parlers du Morvan, dans Mélanges Charles Rostaing, Liège, tome.II, p. 855-870.
- 1976 : Chronique dite saintongeaise. Texte franco-occitan inédit Lee. À la découverte d'une chronique gasconne du XIIIe siècle et de sa poitevinisation de André de Mandach, in :Romance Philology 30,p. 319-320.(1976-1977).
- 1978 : La prise d'Orange dans le manuscrit BN fr 1448 in : Mélanges d'études romanes du Moyen Âge et de la Renaissance offerts à Jean Rychner in : Travaux de littérature et de linguistique, 16,p. 439-447.
- 1978 : Le Charroi de Nîmes, in :Mélanges Charles Comproux, Montpellier, Université Paul Valéry Centre d'Estudis occitans, tome II, p. 1191-1197.
- 1979 : Les parlers du Morvan, Château-Chinon, Académie du Morvan, 3vol (le 3e de Paule Bertrand)
- 1980 : Patois du Morvan, conseiller scientifique pour la publication de la plaquette et des textes de l'exposition avec Gérard Taverdet in : Courrier du Parc régional du Morvan, no 23.
- 1981 : L'histoire de Château-Chinon, du Dr Edmond Bogros, actualisation de 1865 à nos jours par Claude Régnier, Paris, Éd. Guénégaud.
- 1981 : À propos de Chaintre en Morvan, in : Courrier de Saône-et-Loire
- 1982 : Le Charroi de Nîmes, chanson de geste du XIIe siècle, Éd. Duncan Mac Millan in Revue de Linguistique Romane46, p. 212-215.
- 1983 : « Maugiste d'Aigremont, chanson de geste », in : Cahiers de civilisation médiévale, no 2, Éd. Philippe Vernay, p. 189-191.
- 1984 : Les stemmas du Charroi de Nîmes et de la prise d'Orange, Société Rencesvals-Britisch Branch, essai présenté par Ducan McMillan, p. 103-116.
- 1984 : « Le Galien de Cheltenham », in : Cahiers de civilisation médiévale, Éd. par Dougherty D.M. et Barnes E.B. 27, p. 374-377.
- 1985 : « Paysans et notables du Morvan au XIXe siècle », thèse de Marcel Vigreux, dirigé par Claude Régnier, in Bulletin de l'Académie du Morvan, no 21.
- 1989 : Petite grammaire de l'ancien français, en collaboration avec Henri Bonnard, Paris, Éd. Magnard, 5e édition  (ISBN 978-2210422094).
- 1990 : Aliscans, avec André et Jean Subrenat, (chanson de geste), Éd. Champion. Collection : Champion Classiques 2.vol   (ISBN 978-2745316455 et 978-2852031098)
- articles dans Romania, Romance Philology, Revue de linguistique romane, Cahiers de civilisation médiévale, Information littéraire, Français moderne.
- 1995 : « À propos des fausses régressions dans le Morvan », in Études de dialectologie et onomastique en souvenir de Robert Rouffiange, Dijon, Éd. ABDO, p. 129-135.

## Fonctions
- professeur de lettres (1938-1947) au collège Lamartine à Mâcon ;
- professeur de lettres (1947-1949) au collège Paul-Lapie à Courbevoie ;
- professeur de lettres (1949-1954) au lycée Marcelin Berthelot à Saint-Maur-des-Fossés ;
- assistant de Français à la Sorbonne (1954-1958), sous la direction de R.L. Wagner ;
- chargé d'enseignement à l'université de Lille (1958-1963) ;
- membre du jury d'agrégation (Lettres modernes) (1958-1966) ;
- chargé de recherches au CNRS (1963-1964) ;
- chargé d'enseignement à Lille (1964-1965) ;
- chargé d'enseignement à la Sorbonne (1965-1968), docteur d'État ès-Lettres 4 mai 1968 ;
- cofondateur de l'Académie du Morvan ;
- vice-président de l'Académie du Morvan (1967-2000) ;
- maître de conférences à la Sorbonne (grammaire française) (1968-1969) ;
- professeur de philologie, grammaire et dialectologie à Paris IV (Sorbonne) (1969-1982) ;
- conseiller scientifique du parc du Morvan ;
- vice-président du bureau international de la Société Rencesvals, président pour la France ;
- vice-président d'honneur de cette section (1991-2000).

## Décorations
- Officier de l'Instruction publique